# Claria Corporation
Claria, anteriormente conocida como Gator, era un spyware que existió desde 1998 a 2008 (actualmente ya no existe) este programa era un spyware que se instalaba en el ordenador, solo con la navegación por sitios que lo publican como propaganda.
El Claria era bloqueado por el anti-spyware "Spybot Search & Destroy" y es detectado como "Avenue Inc", si se logra instalar en el ordenador ocasiona problemas de conexión a redes, o que programas de mensajería instantánea no logren conectarse, en algunos casos altera el protocolo TCP/IP y no se logra ninguna conexión a red, hay que re-instalar el protocolo.
A mediados de 2006 se extendió el rumor de que Microsoft adquiriría Claria, entre otras cosas porque el antispyware de Microsoft, en fases muy tempranas de desarrollo por esa época no eliminaba Gator como acción recomendada.

## Productos

### Gator
Uno de los spyware más conocidos, hecho por Claria Corporation, se instala en los equipos de los usuarios habitualmente como parte de alguna aplicación que lo incorpora por ejemplo Kazaa o bien como sistema independiente. Sin embargo, su poder va mucho más allá y además de espiar la actividad de estos, modifica las páginas web que se muestran en los ordenadores donde se encuentra instalado, cambiando los banners de publicidad por propios. Gator es detectado por la mayoría de los anti-spyware.
Si mientras navega le aparecen ventanas emergentes con publicidad, 
puede que su equipo forme parte de la red de varios millones de 
sistemas que se estiman están infectados con el adware de Claria. 
Además de haberse infiltrado en su equipo de forma oculta al instalar 
cualquier otra aplicación, y de molestarle continuamente con la 
aparición de ventanas publicitarias, debe saber que sus hábitos de 
navegación pueden estar siendo recogidos por Claria en su base de datos 
de más de 12 Terabytes y expuestos al mejor postor.